# Comuna Martînivka, Hadeaci
Martînivka (în ucraineană Мартинівка) este o comună în raionul Hadeaci, regiunea Poltava, Ucraina, formată din satele Martînivka (reședința), Mohîlativ, Morozivșciîna, Șadurka, Velîke și Voronivșciîna.

## Demografie
Componența lingvistică a comunei Martînivka
     Ucraineană (98,01%)
     Rusă (1,28%)
     Alte limbi (0,72%)
Conform recensământului din 2001, majoritatea populației comunei Martînivka era vorbitoare de ucraineană (98,01%), existând în minoritate și vorbitori de rusă (1,28%).